# Courtenay (Loiret)
Courtenay – miejscowość i gmina we Francji, w Regionie Centralnym, w departamencie Loiret.
Według danych na rok 1990 gminę zamieszkiwały 3292 osoby, a gęstość zaludnienia wynosiła 66 osób/km² (wśród 1842 gmin Regionu Centralnego Courtenay plasuje się na 105. miejscu pod względem liczby ludności, natomiast pod względem powierzchni na miejscu 84.).